# 천즈펑
천즈펑(중국어: 陳志朋, 병음: Chén Zhìpéng, 한자음: 진지붕, 1971년 5월 19일 ~ )은 타이완의 배우 및 가수로, 소호대의 일원이다.

## 출연

### 드라마
- 황제의 딸 - 이태 역
- 회옥공주 - 합도 소왕야 역